# 메시지
메시지(message, 문화어: 메쎄지, 통보)는 정보를 제공하는 것을 말하기도 하며, 정보 그 자체를 뜻하기도 한다. 그러므로 메시지의 뜻은 사용되는 환경에 따라 달라진다. 이 용어는 정보와 그것의 형식 둘 다 해당할 수 있다. 메시지는 communiqué라고도 하는데 이것은 공문서라는 뜻이며 발음은 코뮈니케라고 한다. 대한민국에서 "메세지"라는 표현이 쓰이기도 하지만 이는 "메시지"의 잘못된 표현이다.
더 정확하게 말해 의사소통에서 메시지는 보내는 사람이 받는 사람에게 제공하는 정보를 말한다. 공통되는 정의는 다음과 같다:
- 어떠한 통신 수단으로 전송에 적합한 형태로 준비된, 분명하거나 비밀의 언어로 간략하게 표현한 생각이나 개념
- 시작과 끝이 정의되어 있거나 암시되어 있는 어느 정도의 정보
- 분명하거나 암호화된 언어로 표현되고, 전자 통신 시스템의 전송을 위해 지정된 포맷으로 준비된 데이터 시스템을 가리키는 말인 기록 정보[1][2]

## 의사소통 모델의 부분으로서의 메시지
메시지는 의사소통 모델의 주된 개념이다. 메시지에는 두 가지의 종류, 언어적 메시지(verbal)와 비언어적(nonverbal) 메시지로 나눌 수 있다. (역자 주: 의사소통에도 언어적 의사소통과 비언어적 의사소통으로 나뉠 수 있다.)
- 언어적 메시지: 낱말을 사용하여 정보를 주고 받는 것이다. (보기: 대면 의사소통-face-to-face communication-, 전화 걸기, 음성 메일 등)
- 비언어적 메시지: 낱말보다 행동으로 뜻을 주고 받는 것이다. (보기: 개인이 취하는 몸의 신호와 동작)

의사소통 모델에서 메시지는 보내는 사람으로부터 "매개체"(vehicle)를 이용하여 받는 사람에게 전달되는 것이다. 의사소통 매개체의 종류는 문어(글로 쓰는 것), 구어(말하는 것), 그림(그림을 그리는 것)으로 나눌 수 있다.

## 컴퓨터 과학에서의 메시지
컴퓨팅에서 "메시지"라는 단어에는 두 가지 주요 의미가 있다. 즉, 해당 컴퓨터 시스템에 의해 전달되는 컴퓨터 시스템의 인간 사용자 간의 메시지와 프로그램 간 또는 단일 프로그램의 구성 요소 간에 목적에 따라 전달되는 메시지로 나뉜다.
- 행위자 모델에서 메시지는 한 행위자가 어느 행위자에게 비동기적으로 보내는 것을 말한다.
- 잡담과 같은 말에서 메시지는 동작의 요청을 지정하는 객체이다.

## 같이 보기
- 항공 우편
- 전자 우편
- 익스프레스 메일
- 전서 비둘기
- 인스턴트 메시징
- 라디오
- 단문 메시지 서비스
- 연기 신호
- 증기선
- 전신
- 전화
- 텔레비전
- 문자 메시지
- 수송

## 참고 문헌
1. "Brief history" section adapted from Peter Saint-Andre "The Need For Speed"
2. "A brief history of messaging through ages "Messages through Ages"
3. Department of Defense Dictionary of Military and Associated Terms
4. Federal Standard 1037C